# Tweede Kamerverkiezingen 1977/Kandidatenlijst/SP
De kandidatenlijst voor de Tweede Kamerverkiezingen 1977 van de Socialistiese Partij (SP) was als volgt:

## De lijst
De SP deed mee met drie verschillende lijsten voor drie groepen kieskringen. Negen kandidaten kwamen op alle lijsten voor.

### 's-Hertogenbosch, Tilburg, Arnhem, Nijmegen, Maastricht
1. Remi Poppe - 6.295 stemmen[1]
2. Joke Aardoom-van Ballegooijen - 4.152[1]
3. Wieneke Jaspers-Weusten - 247[2]
4. Hans van Hooft - 125[1]
5. Anneke de Bres-de Langen - 61[1]
6. Paul Pollmann - 148[2]
7. Tiny Kox - 163
8. Jan Marijnissen - 110
9. Claire Spauwen - 112[2]
10. Joris Langendam - 56
11. Jan Paul van der Molen - 48[2]
12. J.C. Blankers - 62
13. C. van Zweeden - 40
14. A.J. Vermeulen - 87
15. Spencer Zeegers - 47
16. Daan Monjé - 9[1]
17. Willy Westbroek-Thomassen - 13[1]
18. Derk Sauer - 8[1]
19. C. van Dijk - 7[1]
20. Sjoerd Brunia - 5[1]
21. J. Ebbeng - 57
22. Ger Klaus - 11
23. J.J.H. Priemus - 52
24. Henk van der Wal - 40
25. Toon Voets - 46
26. P.B.J. Wigman - 45
27. A. Baggerman - 42
28. Martha Jansen-van Schoneveld - 28[2]
29. Guy Jeurissen - 38
30. Ger Wouters - 68

### Rotterdam, 's-Gravenhage, Leiden, Dordrecht, Amsterdam, Den Helder, Haarlem, Middelburg, Utrecht
1. Remi Poppe - 5.659 stemmen[1]
2. Joke Aardoom-van Ballegooijen - 2.421[1]
3. Daan Monjé - 109[1]
4. Willy Westbroek-Thomassen - 94[1]
5. Sjoerd Brunia - 25[1]
6. Derk Sauer - 110[1]
7. Jan Savelberg - 76[2]
8. M.H. van der Schoot-Toet - 158
9. Paul Schlebusch - 64[2]
10. Cor Vergeer - 31
11. A.S.C.M. Leijten - 23
12. W.J.J. Jansen - 56
13. Jan Heijwegen - 13[2]
14. J.P.G.M. van Ouwerkerk - 46
15. Cor Vergeer - 28
16. B. Huijgen-Beltman - 34
17. Anneke de Bres-de Langen - 14[1]
18. C. van Dijk - 17[1]
19. Hans van Hooft - 6[1]
20. Herman Lamers - 37[2]
21. H. van Opstal - 21
22. Kok Kraaijeveld - 9
23. Willem Paquay - 11
24. H.K. Kranenborg - 22
25. F.J.M. Rohde - 23
26. Mienk Graatsma - 15
27. Wouter Rietveld - 25
28. Frans Epping - 26
29. P.E.M. Bloemen-Frencken - 19
30. Bouke Steensma - 31

### Leeuwarden, Zwolle, Groningen, Assen
1. Remi Poppe - 1.765 stemmen[1]
2. Joke Aardoom-van Ballegooijen - 649[1]
3. Marian de Vroomen-Overdiep - 89
4. H.H.A. Brons - 61
5. Jan Kater - 61
6. Jean Rouwet - 70
7. J. Hofman - 31
8. Hilde van der Molen - 63
9. F.F.M. Alsemgeest - 29
10. Eva Cremers-Hartman - 42
11. I.C. Hylkema - 23
12. Jos Palm - 7
13. Agnes Schlebusch - 25
14. Dick Klein Oonk - 4
15. Jan Paul van der Molen - 16[2]
16. Martha Jansen-van Schoneveld - 6[2]
17. Daan Monjé - 7[1]
18. Willy Westbroek-Thomassen - 6[1]
19. Derk Sauer - 1[1]
20. Sjoerd Brunia - 2[1]
21. Herman Lamers - 4[2]
22. C. van Dijk - 0[1]
23. Paul Pollmann - 7[2]
24. Anneke de Bres-de Langen - 2[1]
25. Wieneke Jaspers-Weusten - 4[2]
26. Hans van Hooft - 0[1]
27. Paul Schlebusch - 4[2]
28. Claire Spauwen - 2[2]
29. Jan Heijwegen - 1[2]
30. Jan Savelberg - 14[2]

CDA · PvdA · VVD · PPR · CPN · D'66 · DS'70 · SGP · Boerenpartij · GPV · PSP · RKPN · DAC · Federatie Bejaardenpartijen Nederland · Partij van de Belastingbetalers · SP · NVU · Verbond tegen Ambtelijke Willekeur · Europese Conservatieve Unie · Lijst 18 (kieskring IX) · KENml · RPF · NMP · Lijst 22
1977 · 1981 · 1982 · 1986 · 1989 · 1994 · 1998 · 2002 · 2003 · 2006 · 2010 · 2012 · 2017 · 2021 · 2023